# Jonathan A.C. Brown
Jonathan Andrew Cleveland Brown (né le 9 août 1977) est un érudit américain en études islamiques. Depuis 2012, il officie comme professeur associé à l'Université de Georgetown, dont il préside la chaire de civilisation islamique. Il est le rédacteur en chef de l'Encyclopédie d'Oxford sur l'Islam et la Loi.
Il est l'auteur de plusieurs livres, dont Slavery and Islam, Misquoting Muhammad: The Challenges and Choices of Interpreting the Prophet’s Legacy, Hadith: Muhammad's Legacy in the Medieval and Modern World, et The Canonization of al-Bukhari and Muslim. Il a également publié des articles dans les domaines du hadîth, de la loi islamique, du salafisme, du soufisme et de la langue arabe.

## Milieu d'origine et éducation
Brown est né le 9 août 1977 à Washington, D.C.. Il a été élevé en tant qu'épiscopalien avant de se convertir à l'islam en 1997 (1418 AH). Brown est sunnite et suit l'école de jurisprudence (madhhab) hanbalite.
En 2000, Brown fut diplômé magna cum laude d’un baccalauréat universitaire ès lettres en histoire de l’Université de Georgetown, il étudia ensuite l’arabe pendant un an au Center for Arabic Study Abroad de l’université américaine du Caire pour finalement terminer son doctorat en pensée islamique à l’université de Chicago en 2006.

## Carrière
De 2006 à 2010, il a enseigné au Département des langues et des civilisations du Proche-Orient de l'université de Washington à Seattle, où il est titularisé. Il a ensuite quitté ses fonctions pour s'installer à Georgetown en 2010. Après avoir été professeur adjoint, il a été titularisé de nouveau en 2012, enseignant les études islamiques et la compréhension islamo-chrétienne à la School of Foreign Service (en) de l’Université de Georgetown,. Il est également membre du Council on Foreign Relations.
Brown est le directeur du Centre pour la compréhension entre musulmans et chrétiens (en) fondé par le prince saoudien Al Walid bin Talal. 

## Publications
Livres
- Misquoting Muhammad: The Challenge and Choices of Interpreting the Prophet's Legacy, Oneworld Publications, 2014 | 384 p |  (ISBN 978-1780744209)
- Muhammad: A Very Short Introduction, Oxford University Press, 2011 | 160 p |  (ISBN 978-0199559282)
- Hadith: Muhammad's Legacy in the Medieval and Modern World, Oneworld Publications, Foundations of Islam series, 2009 | 320 p |  (ISBN 978-1851686636). Cet ouvrage est traduit en français : Le Hadith. L'héritage du prophète Muhammad, des origines à nos jours, éd. Tasnîm, 2019.
- The Canonization of al-Bukhārī and Muslim: The Formation and Function of the Sunnī Ḥadīth Canon, Brill Publishers, 2007 | 434 p |  (ISBN 978-9004158399)

Articles
- A Segment of the Genealogy of Sunni Hadith Criticism: The Relationship between al-Khatib al-Baghdadi and al-Hakim al-Naysaburi
- "Is Islam Easy to Understand or Not?: Salafis, the Democratization of Interpretation and the Need for the Ulama". Journal of Islamic Studies (2014).
- "Even if it’s not True it’s True: Using Unreliable Hadiths in Sunni Islam." Islamic Law and Society 18 (2011): 1-52.
- "The Canonization of Ibn Majah: Authenticity vs. Utility in the Formation of the Sunni Hadith Canon." Revue des Mondes Musalmans et de la Medeterranee 129 (2011): 171-83.
- "Did the Prophet Say It or Not?: the Literal, Historical and Effective Truth of Hadiths in Sunni Islam". Journal of the American Oriental Society 129.2 (2009): 259-85.
- « How We Know early Hadith Critics Did Matn Criticism and Why It's So Hard to Find », Islamic Law and Society, no 15,‎ 2008, p. 143–84 (lire en ligne)
- “New Data on the Delateralization of Dad and its Merger with Za’ in Classical Arabic: Contributions from Old South Arabian and the Earliest Islamic Texts on D / Z Minimal Pairs, ” Journal of Semitic Studies 52, no.2 (2007): 335-368.
- "The Last Days of al-Ghazzali and the Tripartite Division of Sufi World: Abu Hamid al-Ghazali's Letter to the Seljuq Vizier and Commentary." The Muslim World 96, no. 1 (2006): 89-113.
- "Criticism of the Proto-Hadith Canon: al-Daraqutni's Adjustment of al-Bukhari and Muslim's Sahihs." Oxford Journal of Islamic Studies 15/1 (2004): 1-37.
- The Social Context of Pre-Islamic Poetry : Poetic Imagery and Social Reality in the Mu'allaqat." Arab Studies Quarterly 25/3 (2003): 29-50.

Critiques de livres
- "Review of The Encyclopedia of Canonical Hadith," Journal of Islamic Studies 19, n. 3 (2008): 391-97.